# 1696 en droit
Chronologie en droit

Cet article présente les faits marquants de l'année 1696 en droit.

## Événements
- 21 janvier : Recoinage Act ; passage de l’étalon argent à l’étalon or en Angleterre[1]. La valeur du sterling reste stable jusqu’en 1931, à l’exception de 1797-1816 et 1914-1925.

- 29 août : traité de Turin entre la France et la Savoie. Louis XIV restitue tous ses états au duc de Savoie, qui change de camp[2].

- 7 octobre : traité de Vigevano entre le duc de Savoie et les alliés. Armistice en Italie[2].